# Comodo Dragon
Comodo Dragon ist ein auf Chromium basierender Webbrowser von Comodo Group aus USA und bezeichnet sich selbst als schnellere, sicherere Version von Chrome und ist seit 2009 verfügbar.
Der Browser läuft nur unter dem Betriebssystem Windows. Er ist mit dem Iron-Webbrowser vergleichbar, allerdings ist er mit weiteren Sicherheitsfunktionen ausgestattet und lässt sich bei der regulären Installation auch portabel einrichten.
Als Erweiterungen und Apps sind im Rahmen der üblichen Versionseinschränkungen das volle Chrome-kompatible Angebot nutzbar. Es werden auch Erweiterungen mitgeliefert, die von Comodo entwickelt wurden, so bspw. den Media Downloader, mit dem man gestreamte Videos oder Musik herunterladen kann.
Comodo Dragon Browser ist eine parallele Entwicklung zum Comodo Chromium Secure Browser, bei dem das Design leicht verändert ist.

## Sicherheitsfunktionen
Ungültige SSL-Zertifikate, Cookies und Spy-Software werden erkannt und blockiert. Zudem wird während der Installation – im Gegensatz zu Google Chrome – kein zufällig erstellter Token gesendet, um die Anzahl der Installationen nachzuvollziehen. Auch der RLZ-Identifier wird nicht wie bei Google Chrome eingesetzt, welcher dazu dient, nachzuvollziehen, wie und in welcher Woche die Anwendung heruntergeladen wurde, sowie um Werbung nachzuvollziehen. Es wird auch angeboten, Comodos Produkte mit einem eigenen DNS-Server auszustatten. Statt des Google Updaters wird auch ein eigener Updater verwendet. Eine Zusatzfunktion ist auch, dass es die Einstellung gibt, mit der der Browser nach dem Beenden Cookies oder den Verlauf löscht.